# Giorgio Puia
Giorgio Puia, né le 8 mars 1938 à Gorizia, est un footballeur et entraîneur italien de football.

## Carrière
Il débute en Série A lors de la saison 1958-59, ne jouant que deux rencontres avec l'US Triestina. Après la relégation en Série B, il ne reste qu'un an de plus et signe ensuite un contrat avec le Lanerossi Vicence. Il effectue trois bonnes saisons, devenant même l'un des meilleurs buteurs de son équipe grâce à son jeu de tête. 
Ses performances le conduisent jusqu'à l'équipe nationale, le 11 novembre 1962 contre l'Autriche. Il est sélectionné pour le Mondial 1970, mais ne rentre pas en jeu. En 1963, il est transféré au Torino avec lequel il remporte deux coupes d'Italie.

## Palmarès
- Vainqueur de la Coupe d'Italie en 1968 et 1971 avec le Torino.